# Fung lam fo saan
Pour plus de détails, voir Fiche technique et Distribution.
Fung lam fo saan (chinois simplifié : 风林火山 ; chinois traditionnel : 風林火山 ; pinyin : Fēnglín huǒshān ; cantonais Jyutping : Fung1 Lam4 Fo2 Saan1 ; litt. « La Forêt du volcan venteux » ; anglais : Sons of the Neon Night), est un film d'action policier hongkongais réalisé par Juno Mak, sorti en 2025.
Le film met en vedette Takeshi Kaneshiro, Lau Ching-wan, Tony Leung Ka-fai, Louis Koo, et Gao Yuanyuan. Le tournage a débuté en juin 2017 et s'est achevé en mars 2018. Pour les besoins de la production, une réplique du quartier hongkongais de Causeway Bay a été construite en studio à Huizhou. Initialement prévu pour sortir en 2019, le film sort finalement en avant-première dans le cadre de la Séance de minuit du Festival de Cannes 2025.

## Synopsis
Une explosion soudaine se produit dans Causeway Bay, un quartier enneigé hongkongais de gratte-ciels, tuant un riche homme d'affaires  et déclenchant un conflit féroce entre des trafiquants de drogue et ceux qui s'opposent à eux. L'enquête révèle que ce chaos fait partie d'une série d'actions désordonnées et méticuleusement planifiées, orchestrées par l'héritier d'un syndicat du crime. Une guerre est déclarée pour créer « un monde sans drogue » ; le monde des affaires et le monde interlope hongkongais sont alors plongés dans un chaos total.

## Fiche technique
- Titre original : chinois simplifié : 风林火山 ; chinois traditionnel : 風林火山 ; pinyin : Fēnglín huǒshān ; cantonais Jyutping : Fung1 Lam4 Fo2 Saan1 ; litt. « La Forêt du volcan venteux »[1]
- Titre anglais : Sons of the Neon Night
- Réalisation : Juno Mak
- Scénario : Juno Mak
- Photographie : Sion Michel (en)
- Montage : Monika Willi
- Musique : Nate Connelly
- Production : Juno Mak, Percy Cheung, Catherine Hun
- Sociétés de production : One Cool Group Limited, Sil-Metropole Organisation, J.Q. Pictures, Fortis Films Limited, Shaw Brothers, Sons Company Limited, Er Dong Pictures, Peeli Ventures, Xiaomi Pictures
- Format : couleurs
- Pays de production :  Hong Kong
- Langue originale : cantonais
- Genre : film d'action policier
- Durée : minutes
- Dates de sortie : 
  - France : 17 mai 2025 (Festival de Cannes 2025)[2]

## Distribution
- Takeshi Kaneshiro : un héritier d'une grande société financière qui espère effacer la sombre histoire de sa famille
- Lau Ching-wan : un officier de police corrompu
- Tony Leung Ka-fai : un psychologue au service de la police
- Louis Koo : Ching Man-sing (程文星), un tueur au passé compliqué
- Gao Yuanyuan : une thérapeute à la retraite
- Jiang Peiyao : Little Yip (小葉), un tueur
- Philippe Joly : Enzo
- Lo Hoi-pang
- Lowell Lo

## Production
Le projet a été annoncé pour la première fois au Festival international du film et de la télévision de Hong Kong le 25 mars 2015, ce qui en fait le deuxième film réalisé par Juno Mak après le film Rigor Mortis (2013). L'écriture du scénario du film a pris cinq ans et il s'agit également du troisième scénario de Juno Mak.

### Tournage
En juin 2017, la tournage du film débute avec un budget de 150 millions de dollars HK (par la suite largement augmenté à 400 millions de dollars HK) et des acteurs confirmés dont Takeshi Kaneshiro, Lau Ching-wan, Louis Koo et Gao Yuanyuan.
Il n'était pas possible de filmer un si grand nombre de scènes de dynamitage dans le vrai quartier hongkongais de Causeway Bay, il a donc été décidé de construire une réplique 1:1 de Causeway Bay à Huizhou dans le Guangdong pour faciliter le tournage des scènes de destruction.
Le 27 mars 2018, le film s'est officiellement terminé après huit mois de tournage, et une bande annonce de deux minutes a été diffusée.
Le 7 février 2022, une interview de Juno Mak révèle que lors de la réalisation de Rigor Mortis, il a été inspiré par la chanson Luo Shengmen (zh) (羅生門), ce qui a conduit à l'idée de faire le film Fung lam fo saan. En ce qui concerne la date de sortie du film, il a déclaré qu'elle dépendait du calendrier du distributeur, et que la date précédemment confirmée avait été reportée à cause de la pandémie entre autres raisons, et qu'il devait respecter l'investissement et le distributeur. Le tournage a en fait été terminé en 2017, avant que ne débute le travail de post-production, comme le doublage, la coloration et le mixage.

## Distinctions

### Sélections
- Festival de Cannes 2025 : sélection officielle, Séances de minuit